# Steingrímsfjörður

Kaart van Steingrímsfjörður en omgeving.

De Steingrímsfjörður is een fjord in het westen van IJsland, in de Vestfirðir (Westfjorden). Hij is een noordwestelijke uitloper van de grote baai Húnaflói en dringt 28 kilometer het land in. De fjord is daarmee de langste van de Strandir regio. De breedte van de fjord is ongeveer 7 kilometer. Het westelijke deel van de fjord is het meest bevolkt en daar ligt Hólmavík, de grootste vissersplaats van de regio. Een andere plaats aan de fjord is Drangsnes met het eilandje Grímsey voor de kust.
De Kollafjörður is de dichtstbijzijnde fjord ten zuiden van de Steingrímsfjörður, de Bjarnarfjörður die ten noorden.

## Naamgeving

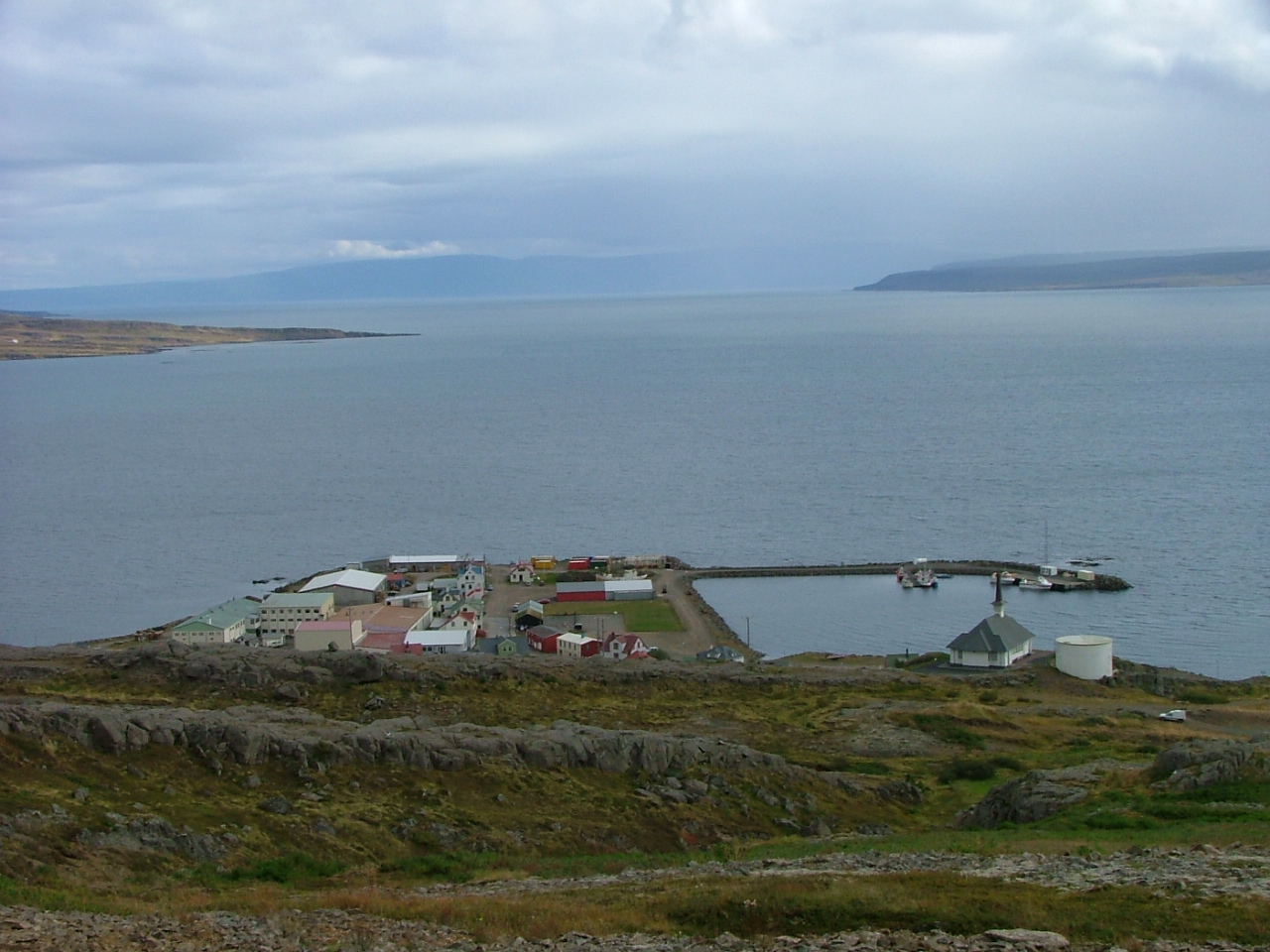
Zicht over de fjord vanaf Hólmavík.

De fjord dankt zijn naam aan een van de eerste kolonisten van IJsland. Volgens het landnámabók was Steingrímur trölli degene die het land in bezit nam en de fjord zijn naam gaf.